# クラスノダール国際空港
クラスノダール国際空港（ロシア語:  Международный аэропорт Краснодар、英語: Krasnodar International Airport）は、ロシア・クラスノダールにある空港。

## 概要
黒海沿岸に位置し、観光産業が盛んなロシア南西部の都市・クラスノダールの主要空港である。ロシア南西部ではソチ国際空港に次ぐ規模の大きさであり、ロシア国内ではシェレメーチエヴォ国際空港、ドモジェドヴォ空港、ヴヌーコヴォ国際空港、プルコヴォ空港、ソチ国際空港、トルマチョーヴォ空港、シンフェロポリ国際空港、コルツォヴォ国際空港に続いて第9位の旅客数である。クラスノダール地方では、370万人がこの空港を利用している。新ターミナルの建設計画が進行中である。